# Zeroshift

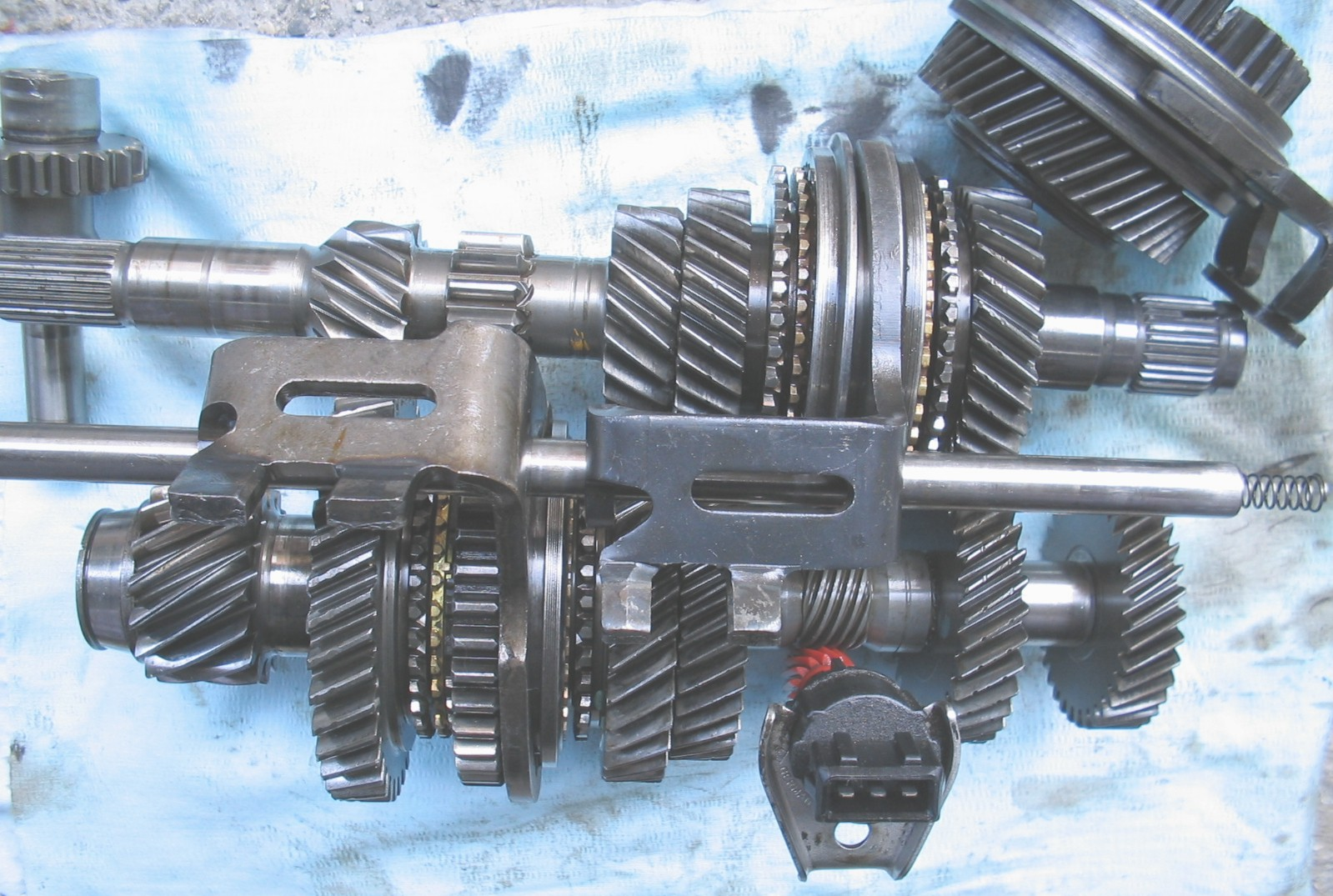
Caja de velocidades convencional de cinco marchas en H y marcha atrás de un Volkswagen Golf 1600 serie 4.

Zeroshift es el nombre comercial de una caja de velocidades mecánica, muy similar a una caja de velocidades no-automática, que permite cambiar de velocidad sin embrague y sin pérdida de par motor desde el motor hasta las ruedas del automóvil.

## Funcionamiento
Para entender el sistema Zeroshift y sus ventajas es necesario repasar el funcionamiento de las cajas de velocidades manuales convencionales (y sus inconvenientes).
Analizar con rigor el proceso de un cambio de marchas es posible, pero resulta poco práctico. Una simplificación de la realidad basada en estudios serios permite aproximarse al funcionamiento de la caja de velocidades convencional y del sistema Zeroshift.

### Caja de cambios manual de engranajes siempre engranados
Las cajas de cambios manuales de motocicletas y automóviles constan (habitualmente) de engranajes siempre engranados. Entre el motor de combustión interna y la caja de cambios existe un embrague que permite desacoplar la transmisión en el momento (unos breves instantes) en que el conductor cambia de marcha. Esto es necesario porque:
- el motor gira y proporciona un par motor (con tendencia a hacer girar, todo lo que se conecte, "hacia adelante").
- la transmisión está frenada por las ruedas motrices que, pese a la inercia del vehículo, hacen un par de freno (con tendencia a ralentizar el vehículo y, en consecuencia, el árbol de salida de la caja de cambios).

- el motor gira i proporciona un parell motor (amb tendència a fer girar, tot el que s'hi connecti, "cap endavant").
- la transmissió està frenada per les rodes motrius que, malgrat la inèrcia del vehicle, fan un parell de fre (amb tendència a alentir el vehicle i, en conseqüència, l'arbre de sortida de la caixa de canvis).

A cierta velocidad y marcha (por ejemplo 60 km/h, 3.ª marcha) el motor va una velocidad de giro (por ejemplo, 3600 rpm). A 60 km/h en 4.ª marcha, el motor solamente necesita ir a 2000 rpm). La operación de desembrague permite que el motor baje de revoluciones desde las 3600 que exigía la 3.ª marcha hasta las 2000 que exige la 4.ª marcha.
Los piñones siempre engranados de las cajas habituales necesitan una pequeña explicación. Si se considera una caja simplificada con un árbol de entrada y un árbol de salida, dos pares de engranajes (piñón y rueda de la 1.ª marcha; piñón y rueda de la 2.ª marcha), si estuvieran engranados a la vez, trabarían el conjunto o se destruirían. A determinadas revoluciones del árbol primario no es posible que existan DOS velocidades de giro del árbol secundario. Sin embargo, el funcionamiento es muy sencillo. En "punto muerto" (si los piñones del árbol primario forman una pieza con el árbol) las ruedas dentadas están desenclavadas del árbol secundario. La acción de "poner una marcha" implica enclavar la rueda dentada correspondiente. Los sistemas de sincronización facilitan el uso de cajas de velocidades convencionales.

### Consecuencias prácticas del desembrague
Mientras se desembraga (pulsando el pedal de embrague) el motor no transmite par motor a las ruedas. El vehículo sigue avanzando por inercia, pero ralentiza la velocidad. Se produce una deceleración (aceleración negativa) del vehículo. Desceleración que pueden notar los ocupantes.
En conducción normal la maniobra es relativamente dulce y no tiene mucha importancia. En competiciones de velocidad (y otros casos, por ejemplo conducción en terrenos difíciles) la ausencia de par motor durante un breve período puede ser muy perjudicial.

### El sistema Zeroshift
El funcionamiento del sistema Zeroshift es difícil de contar sin imágenes. Físicamente se asemeja mucho a un sincronizador clásico. ( Véase animación. Archivado el 5 de mayo de 2011 en Wayback Machine. Arxivat    ) Cada conjunto consta de un cubo estriado que puede desplazarse sobre el árbol de trabajo. La parte periférica del cubo presenta unos resaltes que sobresalen en sentido radial. En estos resaltes se enclavan dos anillos simétricos desplazables, cada uno con tres piñones enclavadores.
Para simplificar la explicación suponemos un cambio sencillo con los siguientes elementos:
- un árbol primario (con los piñones A1 y B1 correspondientes a la 1a y 2a velocidades) que va siempre a la velocidad del motor
- un árbol secundario (con las ruedas B1 y B2, correspondientes a la 1a y 2a velocidades) que va a una velocidad proporcional a la de las ruedas.

El sistema Zeroshift correspondiente a las dos velocidades indicadas (1a y 2a) consta de un cubo estriado, solidario del árbol secundario y que puede desplazarse a lo largo del árbol desde una velocidad a otra (ruedas B1 y B2) y de 2 anillos con 3 almenas cada una. Los anillos pueden desplazarse con relación al cubo pero siempre giran a la misma velocidad que el cubo. Las ruedas B1 y B2 tienen resaltos en los que pueden enclavarse las almenas de los anillos.
Cada disco enclavador tiene la forma de un anillo con 3 almenas o cachorros (llamados "bullets" por el fabricante). Cada almena tiene una forma especial: una banda en forma de rampa (que puede actuar como rueda libre) y la otra en forma de uña (capaz de enclavarse y transmitir potencia). Las tres almenas de cada cubo son iguales entre sí. Los anillos tienen simetría especular en referencia a un plano perpendicular al árbol secundario. Los anillos están enclavados en el cubo central pero pueden desplazarse.

### Detalles del funcionamiento
Si suponemos que existe la 1.ª marcha puesta y cambiamos a 2.ª, entonces:
- la horquilla selectora mueve sin problemas el anillo "de rueda libre" mientras que el anillo "de potencia" sigue transmitiendo par motor.
- al llegar y enfrentarse con la rueda B2, como va más rápido la rueda que el anillo, la rueda enclava el anillo y lo arrastra.
- el anillo que transmitía potencia a la rueda B1, al ir más rápido la rueda B1, deja de transmitir potencia y puede desplazarse (sin casi esfuerzo) a la rueda B2.

- la forquilla selectora mou sense problemes l'anell "de roda lliure" mentre que l'anell "de potència" continua transmetent parell motor.
- en arribar i enfrontar-se amb la roda B2, com que va més de pressa la roda que l'anell, la roda enclava l'anell i l'arrossega.
- l'anell que transmetia potència a la roda B1, en anar més de pressa la roda B1, deixa de transmetre potència i pot desplaçar-se (sense gairebé esforç) a la roda B2.

La secuencia descrita se produce en milisegundos y en ningún momento el árbol secundario deja de recibir par del motor. En todos los cambios de marcha "hacia arriba" (1-2, 2-3, 3-4, 4-5,5-6, etc.) se produce el mismo efecto. Cuando los cambios son "hacia abajo", reduciendo de velocidad, la rueda de la marcha inferior gira más lenta invirtiéndose el proceso.
El movimiento de la horquilla selectora (de todas las horquillas selectoras) puede efectuarse manualmente o con siervos. (La caja puede ser manual, semiautomática o automática).
La mejor forma de visualizar el proceso es consultar los documentos originales del fabricante (que incluyen vídeos de simulación) o leer algunos artículos que resumen los principios del sistema.  

### Inconvenientes
Existen expertos que han opinado sobre algunos inconvenientes del sistema Zeroshift. Especialmente a la hora de reducir velocidades de forma brusca.  La aceleración repentina del motor, en opinión indicada, debería provocar un par motor resistente sobre las ruedas, con posibles pérdidas de adherencia.

## Patentes
El sistema Zeroshift está protegido por una patente y, por lo menos, por una solicitud de patente. Los documentos originales recogen el alcance de las innovaciones aportadas y de las supuestas ventajas que proporciona el sistema. Concepto de "seamless gearbox", caja de cambios sin interrupción de par.